# 村上隆男
村上 隆男（むらかみ たかお、1945年8月14日 - 2023年3月7日）は、日本の実業家。サッポロホールディングス相談役。同社元社長、会長。

## 生涯
神奈川県出身（出生は疎開先の栃木県）。芝中学校・高等学校を経て、東京大学農学部卒業後、サッポロビール入社。入社理由は、大学で学んだ農芸化学が生かせると考えたことと、父がサッポロビールの愛飲者であったことである。
1990年、技術部担当部長、ビール製造本部製造部担当部長、大阪工場長、製造本部製造部長、常務執行役員営業本部商品開発部長などを経て、2003年取締役専務執行役員生産技術本部長。2004年、サッポロホールディングス常務取締役を務めたのち、2005年同社長グループCEOに就任。サッポロビールとしては、44年ぶりの技術系社長だった。2011年同会長、2013年より相談役。
2004年、アメリカのスティール・パートナーズによるサッポロ株の大量取得の意向が明らかとなったが、村上は買収防衛策とともに企業体質の改善と業績回復によって、サッポロへの経営関与を阻止した。その結果、スティール社はサッポロ株を全て売却した。一連の出来事は、村上の粘り強い経営手腕による勝利と評された。
2023年3月7日、肺癌のため死去。77歳没。